# Klöfverskjöld
Klöfverskjöld är en svensk adelsätt med ursprung från Holstein i Tyskland. 
Stamfadern, Johan Ottosson Kleeblatt (tyska för klöverblad) från Holstein, kallades »en förrymd dansk häradshövding», när han vid Riksdagen 1600 i Linköping avfattade förslaget till dödsdomen för rådsherrarna.  Han var 1620 häradshövding i Kexholms län, död 1641 på sin egendom Djurby i Litslena socken, och begraven i Litslena kyrka.
1. Erik Johansson Klöfverblad, adlad Klöfverskjöld, född. 1600, död 1675.
2. Aron Johansson Klöfverblad, adlad Klöfverskjöld, född 1605, död 1666.

Från dessa två bröder härstammar de nu levande ättlingarna.